# Atypus heterothecus
Atypus heterothecus ZHANG, 1985  è un ragno appartenente al genere Atypus della famiglia Atypidae.
Il nome deriva dal greco ᾶ-, àlfa-, con valore di negazione della parola seguente, e τύπος, typos, cioè forma, immagine, tipo, ad indicarne la forma atipica a causa della sproporzione dei cheliceri e delle filiere.
Il nome proprio deriva dal greco ἔτερος, hèteros, che significa altro, differente, diverso e θήκη, thèke, cioè scrigno, teca, nello specifico si riferisce alla spermateca, di forma diversa dalle altre specie di Atypus.

## Comportamento
Come tutti i ragni del genere Atypus, anche questa specie vive in un tubo setoso parallelo al terreno, per una ventina di centimetri circa seppellito e per altri 8 centimetri fuoriuscente. Il ragno resta in agguato sul fondo del tubo: quando una preda passa sulla parte esterna, le vibrazioni della tela setosa allertano il ragno che scatta e la trafigge, per poi rompere la sua stessa tela, portarsi la preda nella parte interna e cibarsene..

## Habitat
Di solito vivono in luoghi ombrosi ed umidi, come boschi e cespugli.

## Distribuzione
Questa specie è stata rinvenuta in Cina.